# 火管
火管（かかん、Percussion Primer）とは、大型の爆弾や砲弾薬の内部で発射薬（装薬）に点火するための装置である。
火薬量が小さい20ミリ以下の砲弾や小型爆弾の場合には雷管だけで瞬時に全体が起爆するが、大型になり、装薬の総量が数キロ～数百キロにもなると雷管だけでは全体への伝播に時間を要してしまう。これを避ける為に装薬の中心部に雷管と点火薬および導火薬を内蔵した火管を装着する必要がある。機関砲弾クラスの火管は装薬の後端に短く挿入される程度だが、装薬が多いほど火管も長く大きくなる。
榴弾砲の場合、砲弾と装薬を装填して閉鎖器を閉じた後に専用の挿入口から装填、拉縄（りゅうじょう）等で点火する。このため装薬のパック（薬嚢）は中心に火管を通すためドーナツ型あるいは五円玉を厚く重ねたような形をしている。
アメリカ軍ではM1A1等で使用するMk2A4と、M126A1（M109用）、M185（M109用）、M119、M284（M109用）等で使用するM82が使われている。
日本の法律では火工品の一つとして取り扱われている。